# Sidneyia
Sidneyia (Sidneyia inexpectans) är ett utdött leddjur som levde under kambrium och som endast är känt utifrån fossil funna i British Columbia. Den påminner till utseendet om trilobiten och längden uppskattas till 5-12 cm.